# Moshaweng
Moshaweng é uma vila localizada no distrito Kweneng em Botswana. Possuía, em 2011, uma população estimada de 1 222 habitantes.